# 232763 Eliewiesel
232763 Eliewiesel este un asteroid din centura principală de asteroizi.

## Descriere
232763 Eliewiesel este un asteroid din centura principală de asteroizi. A fost descoperit pe 10 august 2004 la Francisquito de R. E. Jones. Asteroidul prezintă o orbită caracterizată de o semiaxă mare de 2,31 ua, o excentricitate de 0,19 și o înclinație de 5,7° în raport cu ecliptica.